# Розен, Иоганн фон
Иоганн фон Розен (нем. Johann von Rosen, фр. Jean de Rosen; ум. 15 декабря 1650, Бланмон, Шампань) — французский генерал и командир веймарских наемников, участник Тридцатилетней войны.

## Биография
Происходил из линии Гросс-Ропп остзейского рода фон Розен. Сын Отто фон Розена, герра фон Гросс-Ропп, и Катарины фон Клебек, брат генерала Райнхольда фон Розена.
Поступил на службу к королю Густаву II Адольфу одновременно с Райнхольдом. С большим мужеством сражался в битве при Лютцене, участвовал во взятии силезских крепостей. Был при осаде Регенсбурга (1633) и в битве при Нёрдлингене (1634); в конце кампании того года стал майором в полку Розена. В 1635 году участвовал во взятии Бингена, снабжении Майнца, снятии осады Цвайбрюккена, победе при Водреванже  и в октябре в составе наемной армии герцога Веймарского перешел на службу королю Франции. Участвовал во взятии Саверна и оккупации части Эльзаса и Лотарингии (1636)  разгроме вражеской кавалерии при Ла-Ферьере, взятии Люра, переправе через Рейн у Рейнау (1637), во взятии Штайна, Зеккингена, Лауффенбурга, Вайсхута, осаде Райнфельда и победе в двух сражениях под этой крепостью, взятии Фрайбурга, победе при Виртенвельде, взятии Лихтенека, Буркенена, Шпонека, Друзенхайма, осаде и взятии Брайзаха, был ранен мушкетной пулей, раздробившей колено, после чего, по аналогии с братьями Райнхольдом и Вальдемаром, получил прозвище «Хромого Розена» (krumme Rosen).
В 1639 году участвовал во взятии Понтарлье и других крепостей во Франш-Конте, осаде и взятии Тана, сдавшегося в мае 1639, и в котором Иоганн был назначен губернатором.
Кампмейстер собственного кавалерийского полка (22.01.1640), участвовал в кампании в области Дармштадта и атаке удерживавшегося противником моста через Везер. 29 июня 1641 содействовал разгрому имперцев при Вольфенбюттеле, осаде и взятию Ордингена 14 января 1642, участвовал в разгроме генерала фон Мерси 15 января в битве при Кемпене, взятии Нуйтца 27-го, Кемпена 7 февраля, осаде Лейхника в апреле, завоевании герцогства Брауншвейгского в сентябре и деблокировании Лейпцига в декабре.
Участвовал в битве при Тутлингене (1643), где французы и веймарцы были наголову разгромлены, Фрайбургском сражении, осадах Филиппсбурга, Майнца и Ландау (1644), взятии Гермесхайма, бою под Мариенталем, битве при Нёрдлингене, взятии Хайльбронна и Трира (1645), оккупации большей части Франконии и Швабии (1646) и кампаниях 1647—1648 годов в Германии.
Кампмаршал (9.04.1659), перешел с Германской армией на театр военных действий в Габсбургских Нидерландах, был при осаде Камбре (1649) и взятии Конде (1650). В составе Фландрской армии маршала дю Плесси-Пралена участвовал во взятии Ретеля 14 декабря 1650 и состоявшемся на следующий день Ретельском сражении, где его полк был полностью разгромлен, а сам генерал, «который предпочел скорее быть изрубленным в куски со всем своим полком, чем отступить хотя бы на шаг», был убит.

## Семья
Жена: Жанна де Шуазёль-Бопре (ум. после 22.05.1659), дочь Луи де Шуазёля, сеньора де Полизи, и Клод фон Браутбах. Вторым браком вышла за Цезара фон Пфлуга
Дочь:
- Мария Маргарета фон Розен (1638—?). Муж: Иоганн Давид фон Розен унд Пернигель, капитан шведской службы